# Homosexualität in Neuseeland

Geografische Lage von Neuseeland

Die Homosexualität ist in Neuseeland gesellschaftlich weitgehend akzeptiert.

## Legalität
In Neuseeland wurden homosexuelle Handlungen 1986 legalisiert. Das Schutzalter liegt bei 16 Jahren und ist gegenwärtig dem Schutzalter Heterosexueller gleichgestellt.
In dem mit Neuseeland assoziierten Inselstaat Cookinseln ist Homosexualität seit 1. Juni 2023 legal; in Niue und in Tokelau wurde Homosexualität 2007 legalisiert.

## Antidiskriminierungsgesetze
Die sexuelle Identität ist gesetzlich in Neuseeland seit 1993 durch den New Zealand Human Rights Act geschützt. Die ungleiche Behandlung von Personen auf Grund ihrer sexuellen Orientierung ist verboten. Zum Militärdienst sind homosexuelle Menschen zugelassen.

## Anerkennung gleichgeschlechtlicher Ehen
In Neuseeland sind Eingetragene Partnerschaften seit 2004 gesetzlich erlaubt. Das Gesetz wurde am 9. Dezember 2004 im Parlament verabschiedet. Die Rechte und Pflichten sind weitestgehend der Ehe mit Ausnahme der gemeinschaftlichen Adoption von Kindern angeglichen. Im August 2012 wurde in Erster Lesung ein Gesetzentwurf zur Gleichgeschlechtlichen Ehe in das Neuseeländische Parlament eingebracht. Im April 2013 wurde der Gesetzentwurf zur Gleichgeschlechtlichen Ehe mit 77 zu 44 Stimmen in Zweiter Lesung verabschiedet. Der Gesetzentwurf trat am 19. August 2013 in Kraft. Damit wurde Neuseeland zum 15. Staat, der die Ehe für gleichgeschlechtliche Paare öffnete. 33 schwule und lesbische Paare sollen sich am gleichen Tag getraut haben. Seither sind gleichgeschlechtliche Paare auch im Adoptionsrecht gleichgestellt.

## Gesellschaftliche Situation
Die größte homosexuelle Szene befindet sich in Auckland, der größten Stadt in Neuseeland. Hier befinden sich unter anderem viele  Einrichtungen aus dem homosexuellen Spektrum. Der Reiseführer Spartacus International Gay Guide listete Auckland im Jahr 2009 als fünfzehnt-schwulste Stadt der Welt. Auch in anderen Städten wie Wellington und Christchurch gibt es größere homosexuelle Szenen.